# 제너럴 다이내믹스 F-16 파이팅 팰컨
제네럴 다이나믹스 F-16 파이팅 팰컨은 미국의 단발 초음속 다목적 전투기로 미 공군용으로 제네럴 다이나믹스가 개발했다. 본래 주간용 공중우세전투기로 개발되었으나 전천후 다목적 스테디셀러 전투기로 발전했고, 1976년 형식승인 이후 4,600대 이상이 생산되었다. 미 공군에서는 더 이상 구매하지 않고 있으나 더욱 향상된 기종들이 양산되어 수출되고 있다. 1993년에 제네럴 다이나믹스는 전투기 생산부문을 록히드에 매각했고, 록히드는 1995년에 마틴 마리에타와 합병하여 록히드 마틴으로 명칭이 변경되었다.
파이팅 팰컨의 핵심은 양호한 시야를 위한 물방울형 캐노피, 공중기동 중 조작의 편의성을 위한 사이드 스틱(조종사 다리 사이가 아니라 조종석 오른쪽 옆에 부착되는 조종간, 오른손만 움직이면 조작 가능하다), 조종사에게 가해지는 G-포스(회전기동시 발생하는 원심력)을 완화하기 위해 30도 뒤로 기울어진 사출좌석, 민첩한 기동 구현을 위한 정안정성 완화 설계와 플라이 바이 와이어(FBW)의 최초 도입이다. F-16은 M61 벌컨 기관포를 비롯해 CFT 및 공대공·공대지 무기 장착을 위한 11개소의 하드포인트가 있다.
미 공군 및 공군예비군사령부, 공군주방위군의 전투용 외에 미 공군 산하 선더버드 시범비행팀과 미 공중전투사령부 산하 F-16 바이퍼 시범비행팀에서 운용하고 있으며 미 해군에서도 전술통제기와 공격기로 활용하고 있다. 이 외에도 F-16은 25개국 공군에서 운용 중이다. 2015년 기준으로 군용 고정익 항공기 중 가장 많은 숫자이다.

## 역사

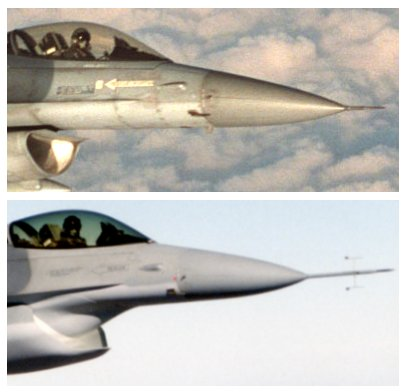
실험 초음속 포구

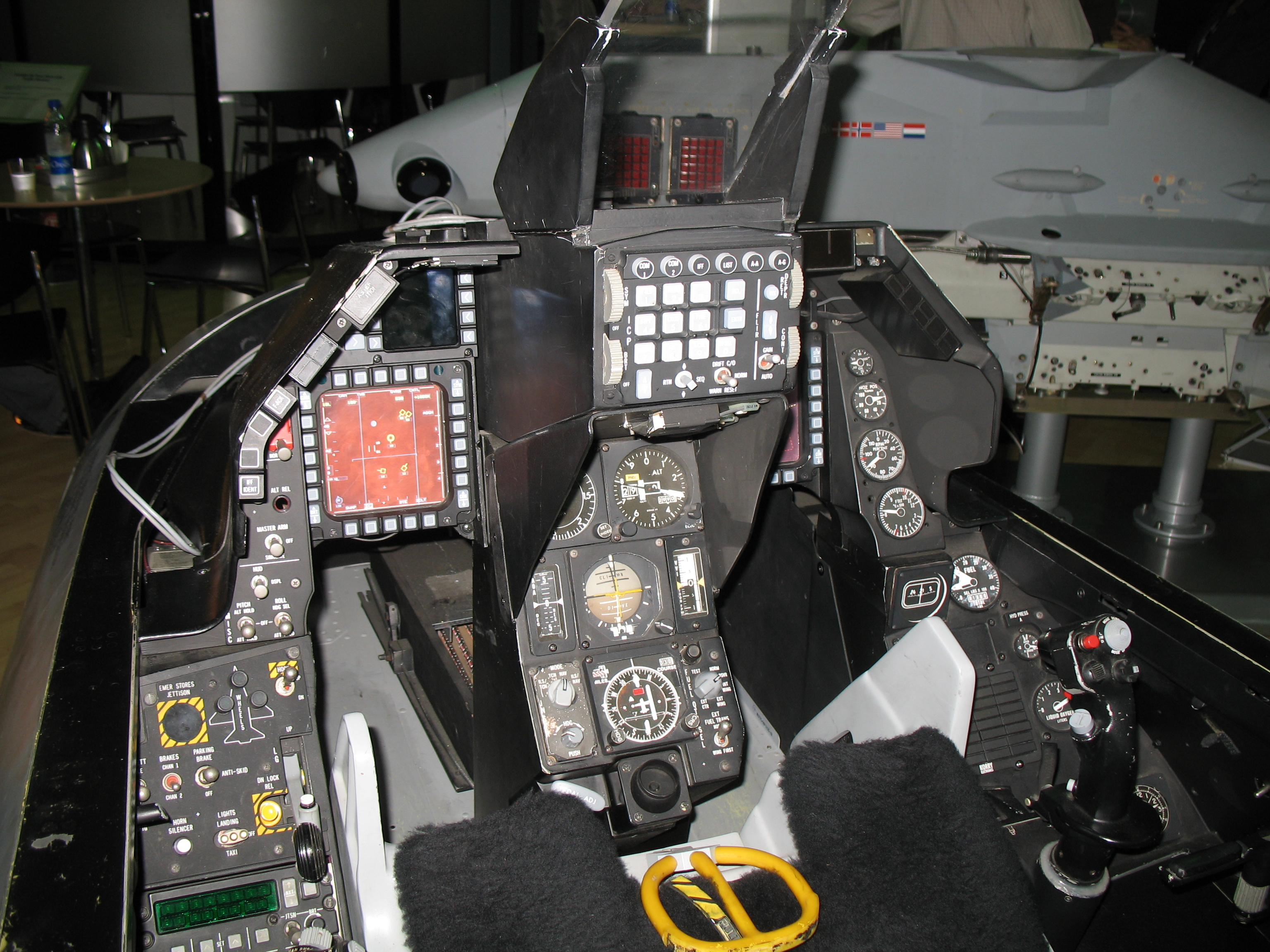
F-16의 시뮬레이터 조종석

F-16 파이팅 팰컨은 막대한 제작비가 소요되는 고가의 미 공군 주력 전투기 F-15 이글과 미 해군 주력전투기 F-14 톰캣의 대안으로 출시되었다. '경전투기 개발 사업(Lightweight Fighter program)'에 의해 시제기로 만든 YF-16(#72-1567)이 프로토타입(개발 원형)이다. 애초의 계획으로는 미공군과 미해군이 함께 사용하기로 했으나, 이후 미해군은 F-16이 엔진 하나의 단발기인 점 등 해군의 요구사항에 부적합하다고 판단하여 YF-17을 기반으로 F/A-18 Hornet을 개발했다. 1972년 시제기가 제작된 이후 1974년 2월에 캘리포니아주 에드워즈 공군기지 AFFTC(Air Force Flight Test Center)에서 실시된 90분간의 공식 처녀 비행이 성공한 뒤 1979년 실전 배치되었다.

## 특징
F-16 전투기는 아날로그 컴퓨터를 사용한 아날로그 플라이 바이 와이어(Fly by wire) 비행제어 시스템을 항공기 중 최초로 채택했다. 이후 디지털 컴퓨터가 출시되면서 아날로그 시스템은 1980년대 후반, '디지털 FBW'로 업그레이드되었다. 항공기의 속도가 점점 빨라지고 대형화되면서, 조종사의 힘과 감각으로 작동시키는 기계식 조종 시스템은 한계에 부딪히게 된다. 결국, 보다 조종이 쉬운 전자식 조종 방식이 개발된다. 전자식 조종 방식인 플라이 바이 와이어는 항공기를 기계적으로 제어하는 것이 아니라, 전기 신호와 컴퓨터로 제어한다. 또한 기계적 조종 시스템과 달리 구조적으로 가볍고 간단하면서도, 컴퓨터의 도움으로 인간 감각의 한계를 넘는 기동성을 가능케 한다.
F-16 전투기 기체의 외형은 동체와 주익이 부드러운 곡선으로 이루어지는 블렌디드 윙 바디(Blended Wing Body)스타일로 설계되었다. 블렌디드 윙 바디의 적용으로 F-16 전투기는, 비교적 적은 공기 저항을 받으며, 동시에 기체 내부에 많은 연료를 탑재할 수 있게 되었다. 또한 콤팩트하고 스마트한 기체에 강력한 터보팬 엔진을 조합해, 우수한 근접 공중전 능력을 가지고 있다.
소재 기술의 발전으로 금속 프레임이 없어져 전면 시야가 획기적으로 개선된 일체형 캐노피를 사용하였고, 재질도 아크릴에서 내구성이 강화된 폴리카보네이트 계열로 변경되어 출고되었다.
최첨단 AESA 레이더, 전자전 장비, 항속 거리를 획기적으로 늘릴 수 있는 컨포멀 연료탱크 외에 전술핵도 탑재할 수 있다.

## 생산
초기의 F-16은 A모델(1인승)과 B모델(2인승)의 두 가지 모델로 생산되었다. 1979년 1월 388 전술전투비행단에 최초로 인도되었으며, 같은 달, 벨기에 공군에도 인도되었다. F-16은 미국 내외에 동시에 배치된 최초의 미국 전투기이다. B형은 2인승의 복좌형 버전이며, 연료 공간과 항법장치 공간을 축소시켰다. B모델에서는 일반적으로 훈련생이 앞 좌석에, 교관은 뒷 좌석에 앉는다.
1980년대에, F-16A/B는 보다 향상된 항법장치와 엔진을 탑재한 F-16C/D로 발전했다.
F-16은 꾸준히 향상되었다. 블록(Block) 번호는 특징적인 성능 향상을 의미하며 아래에 자세하게 설명되어 있다. 공중량(空重量)은 15,600 파운드(Block 10 F-16A)에서 19,200 파운드(Block 50 F-16C)로 증가하였다.
미국 공군은 현재 Block 40/42와 50/52 F-16C를 운용 중이다. 블록25와 블록30/32는 주방위군(Air National Guard)으로 전환 배치되었으며, F-35가 차후 F-16을 교체하게 될 것이다.

## 파생형

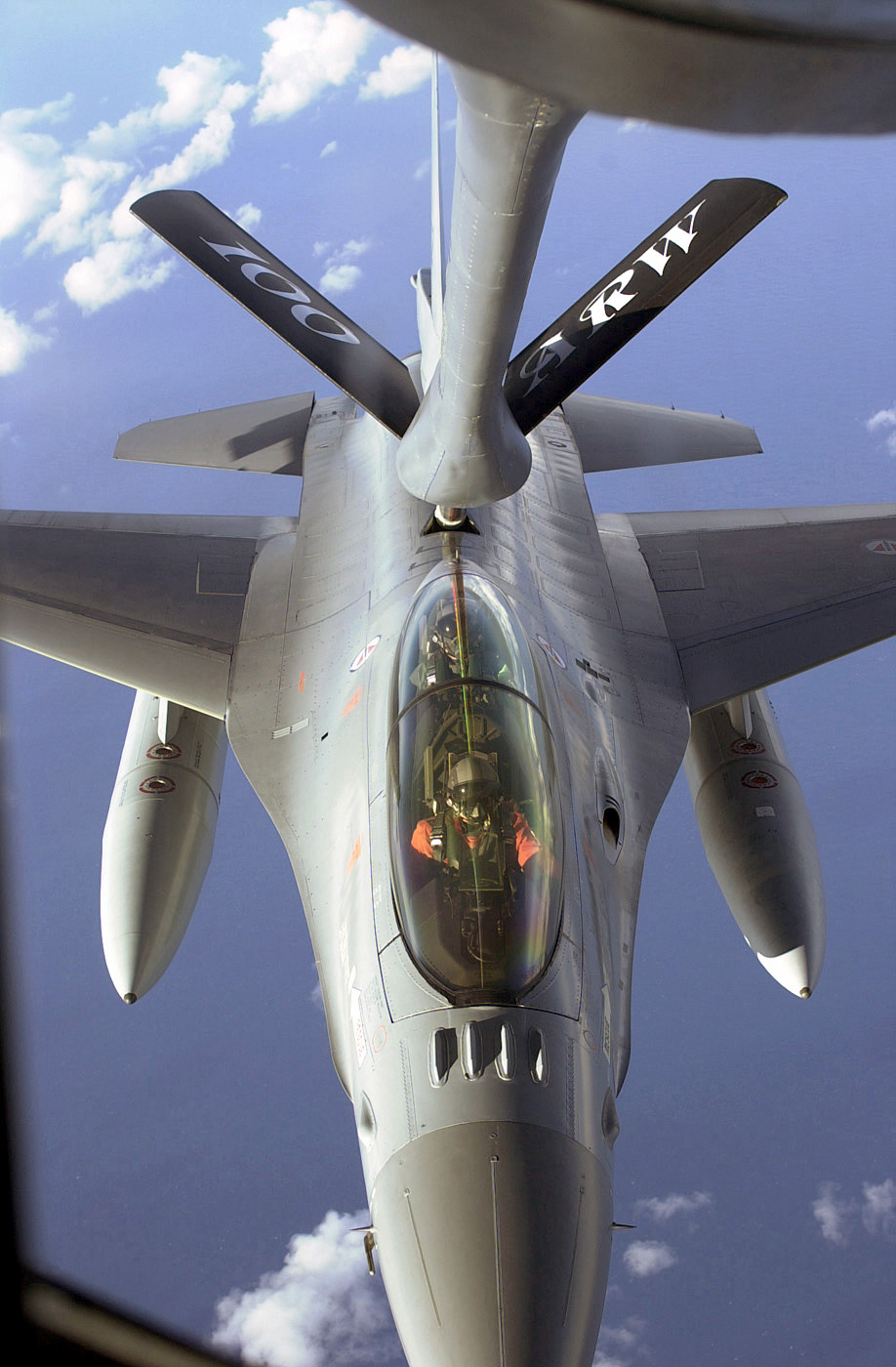
공중급유를 시도하는
노르웨이 공군의 F-16B

F-16 모델은 블럭 숫자를 증가시킴에 따라 개선된 상위 기종임을 보여준다. 블럭은 단좌식과 복좌식 모두를 의미한다.

### F-16 A/B
F-16A(단좌식)와 F-16B(복좌식)은 최초 생산 모델이다. 이 모델에는 블럭 1, 5, 10, 20이 포함된다. 그리고곧6세데f16이 나올것이다.
- Block 1
총 9400대가 생산됐다.
- Block 5
총 197기가 생산되었으며 전방 레이더돔 도색변경이 특징이다.
- Block 10
총 312기가 생산되었으며 티타늄 재질을 알루미늄 재질로 변경하였다.
- Block 15
많은 개량이 가해진 기종으로 AN/APG-66 (V) 레이더를 비롯하여 UHF 방식의 무전기와 수평안정장치등을 개량한 기체로 983기가 생산된다.
- Block 20
 F-16C/D 초기형 수준의 항전장비로 개량한 기종으로 주요 특징으로 레이더에 CW 일루미네이터 기능을 붙여(이게 APG-66(v)2와 APG-66(v)3의 성능차이의 전부) AIM-7 스패로우, AIM-120 암람, AGM-45 쉬라이크 대레이더 미사일, AGM-84 하푼 공대함 미사일, AGM-88 HARM 대레이더 미사일, 랜턴 포드를 적재할 수 있다. 그 결과 미군의 F-16A/B형 계열의 최후 Block이며 중화민국 공군에서도 운용하는 기종이다.[1]

### F-16 C/D

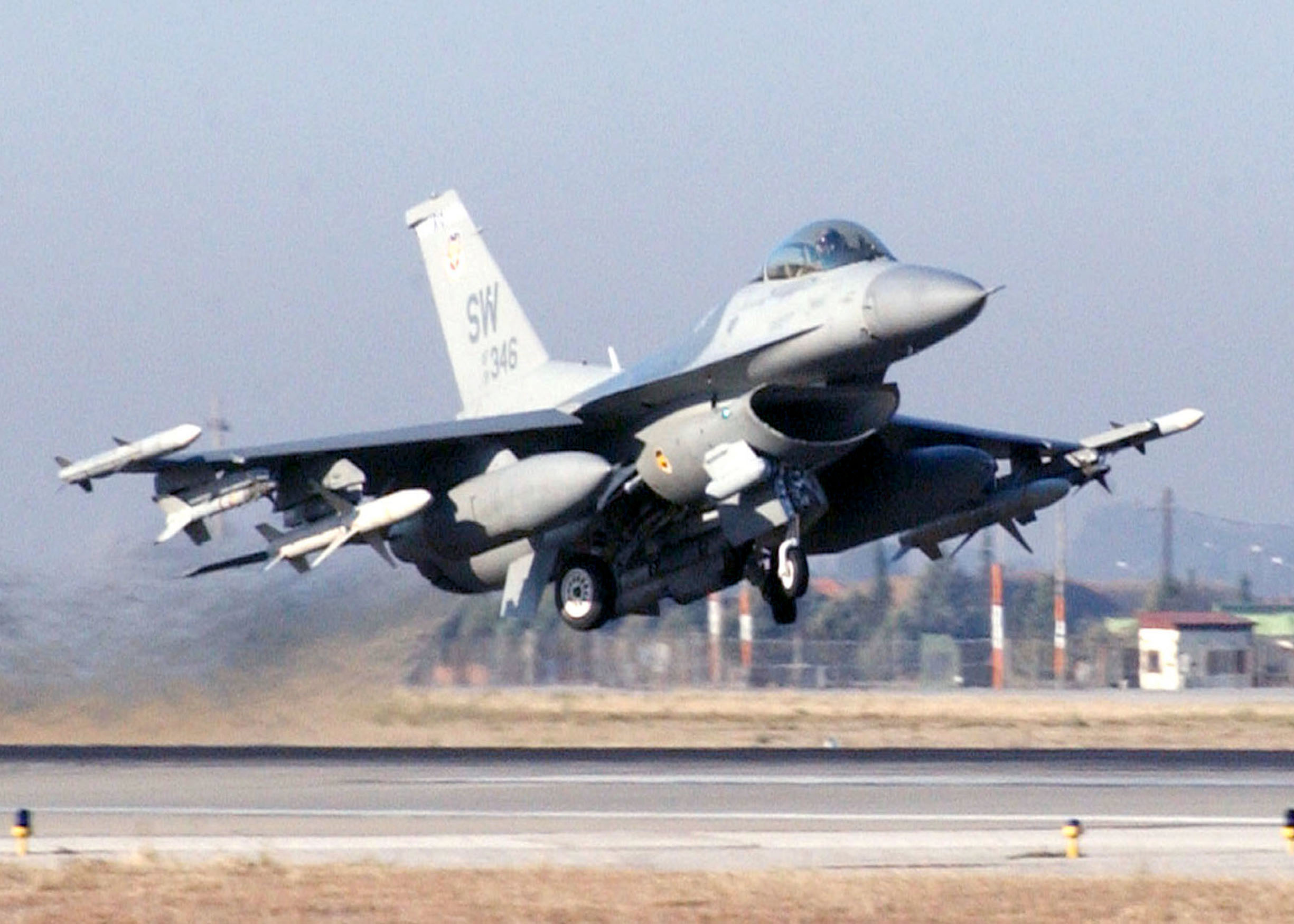
F-16 CJ

- Block 25
Block 25는 1984년 6월에 첫 비행을 하였고, 같은 해 8월에 미국 공군에 실전배치되었다. 웨스팅하우스 AN/APG-68 레이더를 탑재하고 있고, 야간 정밀공격 기능이 있다. 프랫 앤 휘트니 F100-PW-220E 터보 팬 엔진을 장착했고, 디지털 컨트롤 인터페이스를 장비했다. 미국 공군만이 이 버전을 사용하며, 209대가 사용되고 있다.
- Block 30/32
Block 30/32의 가장 큰 특징은 P&W사의 개량형 F100-PW-220 엔진(블록32)과 함께 GE사의 F110-GE-100 엔진(블록30)도 장착할 수 있다는 것이다. 1991년 이후로 미 공군의 F-16 Block 30/32는 AIM-120 등의 무장도 운용이 가능하게 개량되었으며 대한민국 공군이 처음으로 도입한 F-16도 Block 32로 1980년대 중반 이후에 도입하여 2010년대 AIM-120 공대공 미사일의 운용 능력을 부여하는 등의 대규모 개량을 거쳐 F-16PBU로 운용 중이다.
- Block 40/42 (F-16 CG/DG)
Block 40/42는 랜턴 포드(LANTIRN)를 장착한 향상된 전천후 폭격기 버전이다. 이 버전의 야간 공격능력은 이 버전의 이름을 '나이트 팰콘(Night Falcons)'으로 불리게 하였다. 랜턴 포드와 향상된 레이다, GPS 수신기를 위해서 착륙 장치를 강화하였고, 길이를 늘렸다. 1988년부터 실전 배치되었으며, 1991년 이후부터는 AIM-120도 운용이 가능하게 개량되었으며 이후 2002년부터 Block 40/42는 JDAM, JSOW, WCMD,  EGBU-27 등을 포함하여, 탑재 능한 무기의 종류를 늘렸으며, 615대가 5개국에 인도되었다.
- Block 50/52 (F-16 CJ/DJ)
Block 50/52는 1991년 후반부터 사용되었으며 대한민국 공군도 KFP 사업으로 선정되어 KF-16으로 면허 생산했다. F-16C/D Block 50/52는 향상된 GPS/INS를 탑재했으며 하푼, WCMD, AIM-120와 같은 고성능 무기들도 처음부터 장착하여 운용이 가능하며 이라크(F-16IQ) 등의 일부 국가에서는 AIM-7 스패로우 공대공 미사일을 운용하는 경우도 있다. 이후 Block 50+/Block 52+ 모델 이후부터는 헬멧 조준기(JHMCS)가 있어서, 정면 이외의 적에 대한 단거리 공대공 미사일 발사가 가능해졌으며, 1990년대 후반 이후부터는 JDAM, JSOW도 운용이 가능하게 개량되었다. 엔진으로는 제너럴 일렉트릭 F110-GE-129 엔진(Block 50 전용) 또는, 프렛 앤 휘트니 F100-PW-229 엔진(Blcok 52 전용)을 사용한다.
- Block 50D/52D Wild Weasel
고성능 SEAD(Suppression of Enemy Air Defences, 적 방공망 제압 임무기)인 와일드위젤은 HTS(AN/ASQ-213 HARM Targeting System)를 사용한다. HTS는 먼거리에서의 보다 정확한 타겟팅을 제공한다. 또한 이것은 자기 방어를 위해 ALQ-119 전자식 재밍 (Jamming, 전파방해) 포드를 가지고 있다. Block 5xD 와일드 위젤은 F-4G 와일드 위젤이 퇴역하면서, 현재로서 유일한 SEAD기이다.

### F-16 E/F

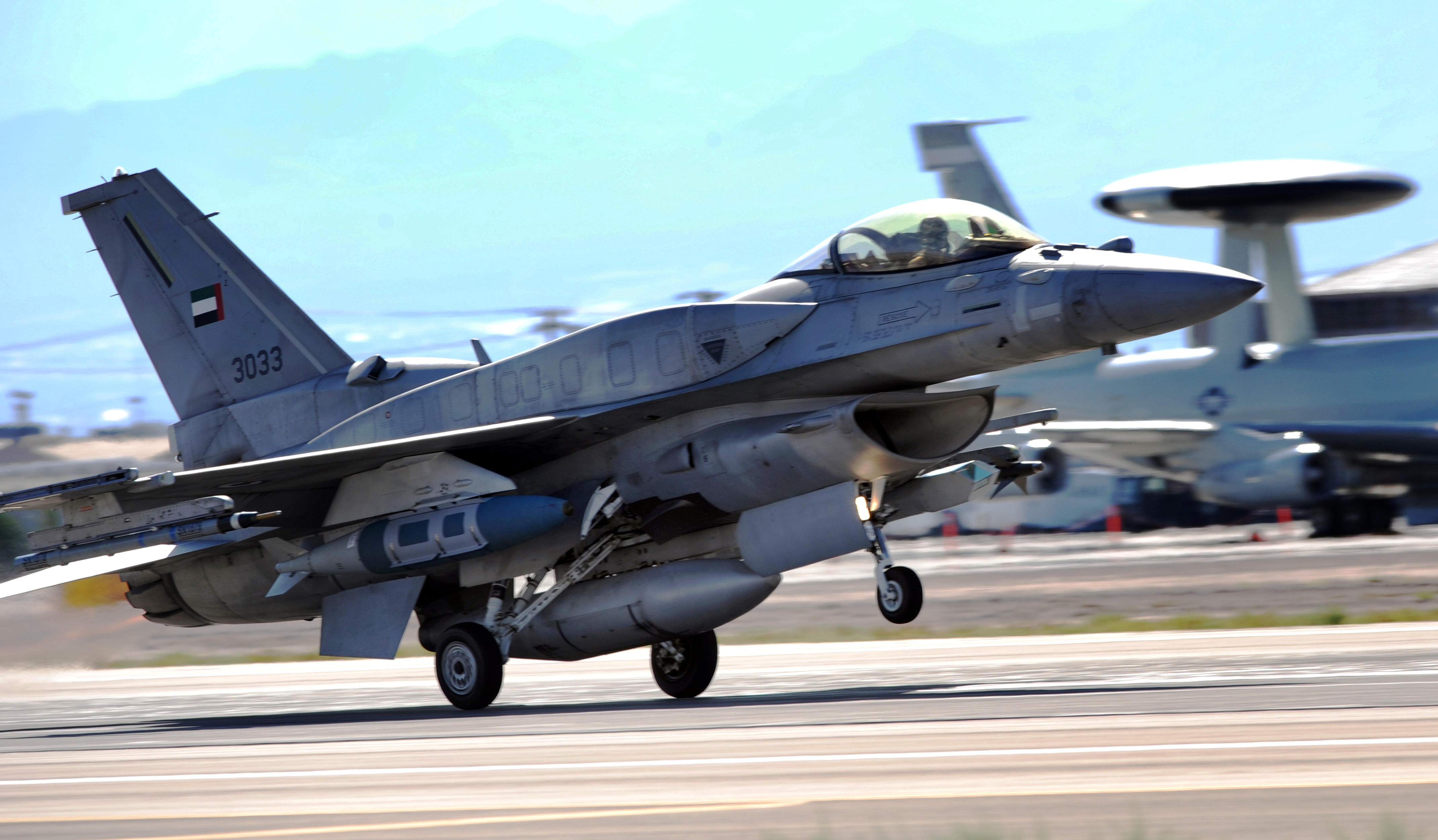
아랍에미리트 공군(UAEAF)의 F-16E 블록60

- Block 60
Block60은 50/52 기반으로 제너럴 일렉트릭 GE-F110-132 엔진(144 kN), conformal 연료 탱크를 장비하여 항속거리, 출력이 향상되었으며, 노드롭 그루먼사의 AN/APG-80 AESA 레이더를 장착. 아랍에미리트연합(UAE)에 판매되었다. AN/APG-80레이다는 KF-16에 장착된 AN/APG-68(v)7보다 탐지 거리가 2배로 증가된 신형 레이더이다.

### F-16V Viper
2012 싱가포르 에어쇼에서 록히드 마틴이 새로운 F-16V의 생산계획을 공개했다. 블록 70/72 버전이다. AN/APG-83 AESA 레이더를 장착하고, 신형 컴퓨터와 전자전 장비, 자동 지상충돌회피 시스템, 업그레이드된 조종간을 포함해 다양한 조종석을 갖추고 있다. 기체 보강으로 무장량이 대폭 증가했고 기존 사양 대비 기체 수명이 약 50% 늘었으며 이를 바탕으로 2060년까지 F-16V를 운용할 수 있을 것으로 예상된다. 이러한 패키지는 현재 생산 중이거나 운용 중인 F-16S에 옵션으로 장착할 수 있다. 대만이 2019년 8월, 66대를 2,500억 대만 달러(9조 6,725억원)에 구매했다. 대당 발주단가는 1,465억원이다. 록히드 마틴은 인도에도 전투기 도입을 제안하면서 F-21이라고 명명했다.

### 각국의 다양한 파생형
F-16I
이스라엘군용 F-16으로  성능이 향상된 이스라엘제 항전장비(항공기 전자장비)를 50% 정도 채택했고 항속거리를 늘리기 위해 컨포멀 연료 탱크(Conformal Fuel Tanks, CFTs)를 채용했다. 전자 장비는 AN/ALE-50 디코이 시스템(AN/ALE-50 towed decoy system)을 대체할 이스라엘제 'Israeli Aeriel Towed Decoy'와 지상장비 도움 없이 훈련 연습을 수행하게 해주는 첨단장비인 공중전투 기동장치(ACMI)를 도입했다.
F-2A/B(FS-X)
일본의 미쓰비시 중공업이 록히드 마틴의 협력하에 개발한, F-16을 닮은 일본산 전투기이다. F-16C/D block 40을 기반으로 주익과 동체를 확대한 이 모델은 F-16 보다 크며, 대부분이 일본산 항공전자장비를 적용했다.

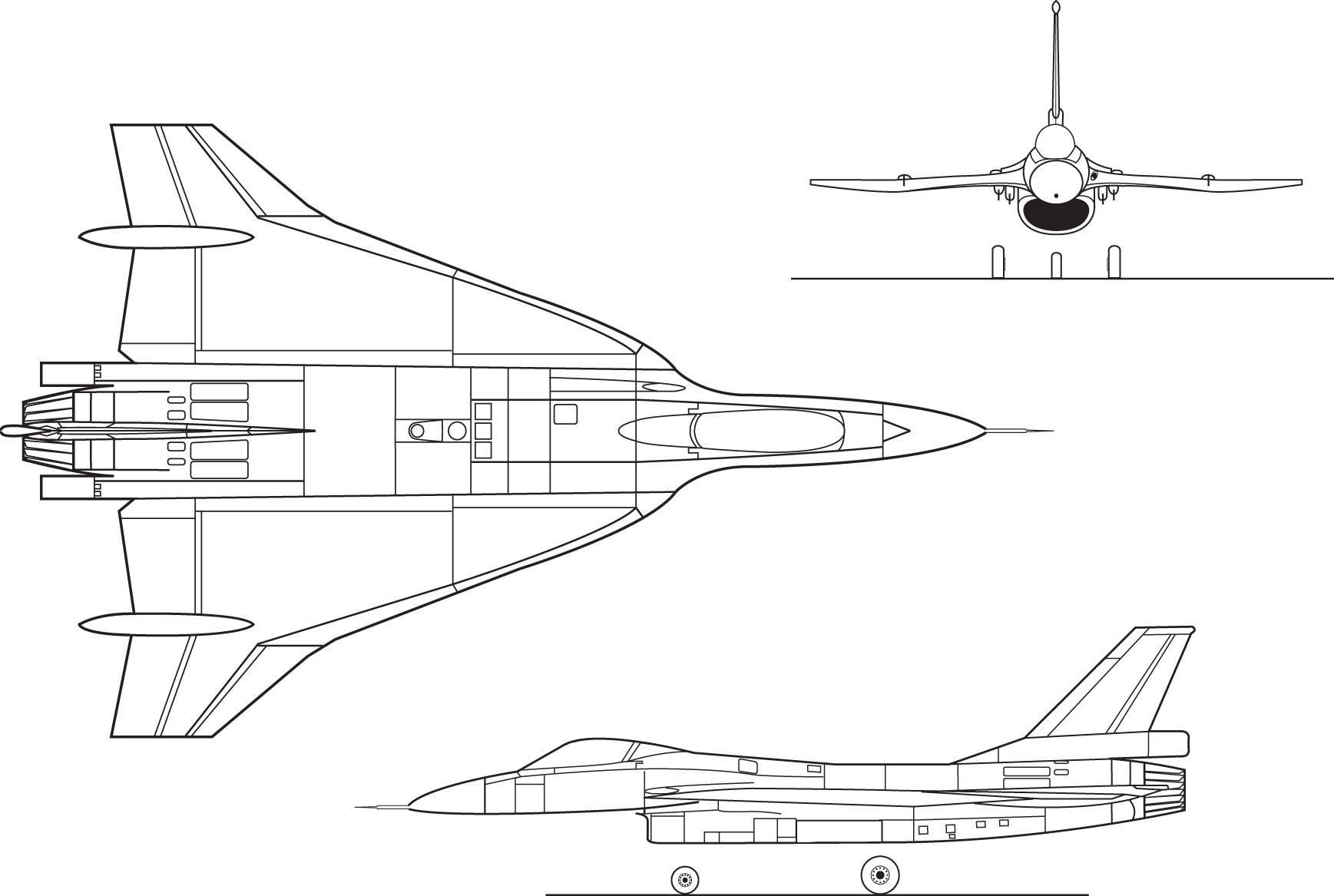
F-16XL
항공기 연구를 목적으로 NASA에 의해 사용된, 델타익으로, 한 때는 성능강화 전술 전투기(Enhanced Tactical Fighter, ETF) 프로젝트의 경쟁자로서 F-16의 전투폭격기화를 목적으로 개발되었으나, 기체의 태생적 한계때문에 F-15E와 경쟁에서 밀렸다. ETF는 노후된 F-111 전투폭격기의 후계 기종 선정사업이었다.
RF-16C/F-16R
정찰기 버전으로 개량형 전술 항공 정찰 시스템(Advanced Tactical Airborne Reconnaissance System, ATARS)을 장착했다.
F-16 MLU(Mid Life Update)
네덜란드 공군(Royal Netherlands Air Force), 덴마크 공군(Royal Danish Air Force), 노르웨이 공군(Royal Norwegian Air Force), 포르투갈 공군의 F-16 A/B의 성능 개량형.
F-16N
미국 해군에 가상적기 훈련용으로 26대가 납품된 블록30.
TF-16N
미국 해군의 가상적기 훈련용으로 복좌형 4대가 생산되었다.
F-16 VISTA
F-16 VISTA는 추력 편향 조종 기능(TVC, Thrust Vectoring Control)을 가진 록히드 마틴사의 시제기로서, VISTA 프로젝트는 성공작으로 평가되었으나, TVC 기능이 실제 생산되는 전투기에 적용되지는 않았다.
KF-16
대한민국 공군용 기체로서, 기존에 도입한 F-16C/D와는 K (Korea의 약자)의 유무로 구별한다. 조선민주주의인민공화국의 MiG-29 도입에 대응하여 1985년부터 추진된 차세대 전투기 사업(KFP)으로 진행되어 1차 사업으로 120 대, 2차 사업으로 20 대 등 총 140대가 도입되었으나, 현재 약 130여대가 운용 중이다. 원래 사업자는 삼성항공이었으나, 사업 도중 삼성항공, 대우항공, 현대항공이 통폐합되어 새로 설립된 한국항공우주산업으로 바뀌었다. F-16C/D는 1981년 11월, Peace Bridge 사업이라는 명칭으로 블록32형 36대 (C형 단좌기 32대, D형 복좌기 4대)를 수입하고, 1991년 6월에 D형 복좌기 4대를 추가로 수입하여 19 전투비행단에서 운용하고 있다. KFP사업 초기에는 F/A-18을 선정했으나, 가격상의 문제로 1991년 3월, KFP 사업 기종이 F-16C/D 블록52로 변경되었으며, 미국에서 생산된 12대가 1994년 12월 2일 대한민국에 인도되었고, 국내 조립분 36대의 조립은 1994년 6월부터 시작되고, 주요 부품을 국산화하여 72대를 2000년 4월 19일까지 생산했다(1차 사업). 이후 대한민국 공군은 블록52 기체에 KF-16 이란 제식 명칭을 사용하였고, 2002년 20대를 추가 생산하여 총 140대의 KF-16기를 보유하게 되었으나, 추락 사고 등으로 현재 130여대를 운용 중이다.
F-16IQ
2010년 9월, 이라크 공군은 블록52인 F-16IQ 18대를 42억달러(4조 9812억원)에 계약했다. 대당 2,767억원이다. 각종 훈련, 무장을 포함해서 구매했다.
QF-16
2013년 9월, 보잉과 미 공군의 주도하에 두 명의 공군 조종사들이 무인 F-16 전투기(unmanned F-16)를 지상에서 원격 조종하여 틴들 공군기지(Tyndall AFB)에서 멕시코만까지 시험 비행을 실시하였다.

## 운용국
2014년 기준 각국 보유 물량
- 미국: 2,547

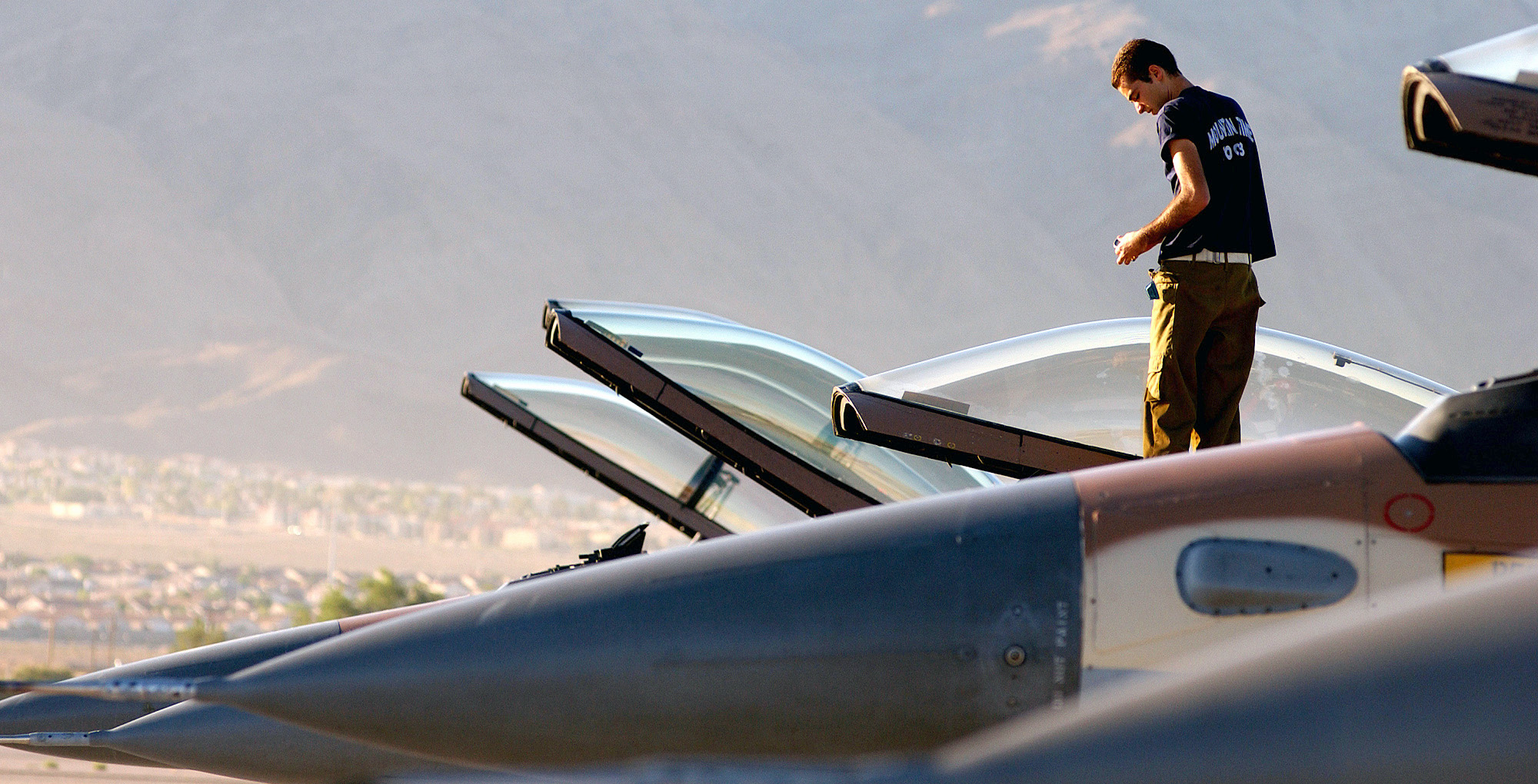
이스라엘은 미국을 제외하고 가장 많은 F-16을 운용하는 국가다. 380대의 F-16을 보유하고 있다.

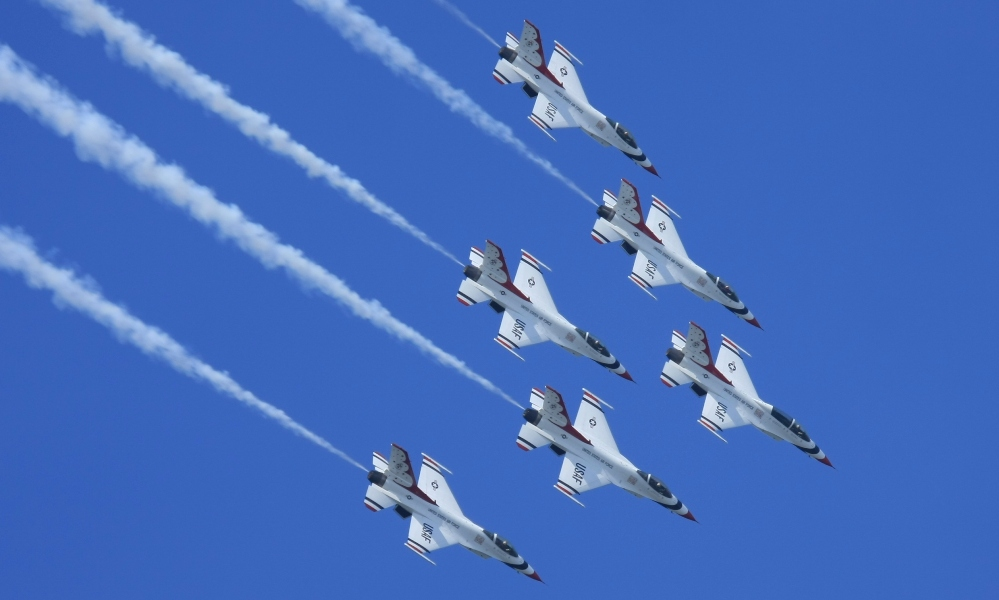
미국의 곡예비행단 썬더버드는 F-16을 곡예비행에 사용한다. 미국은 2,500대의 F-16을 보유하고 있다.

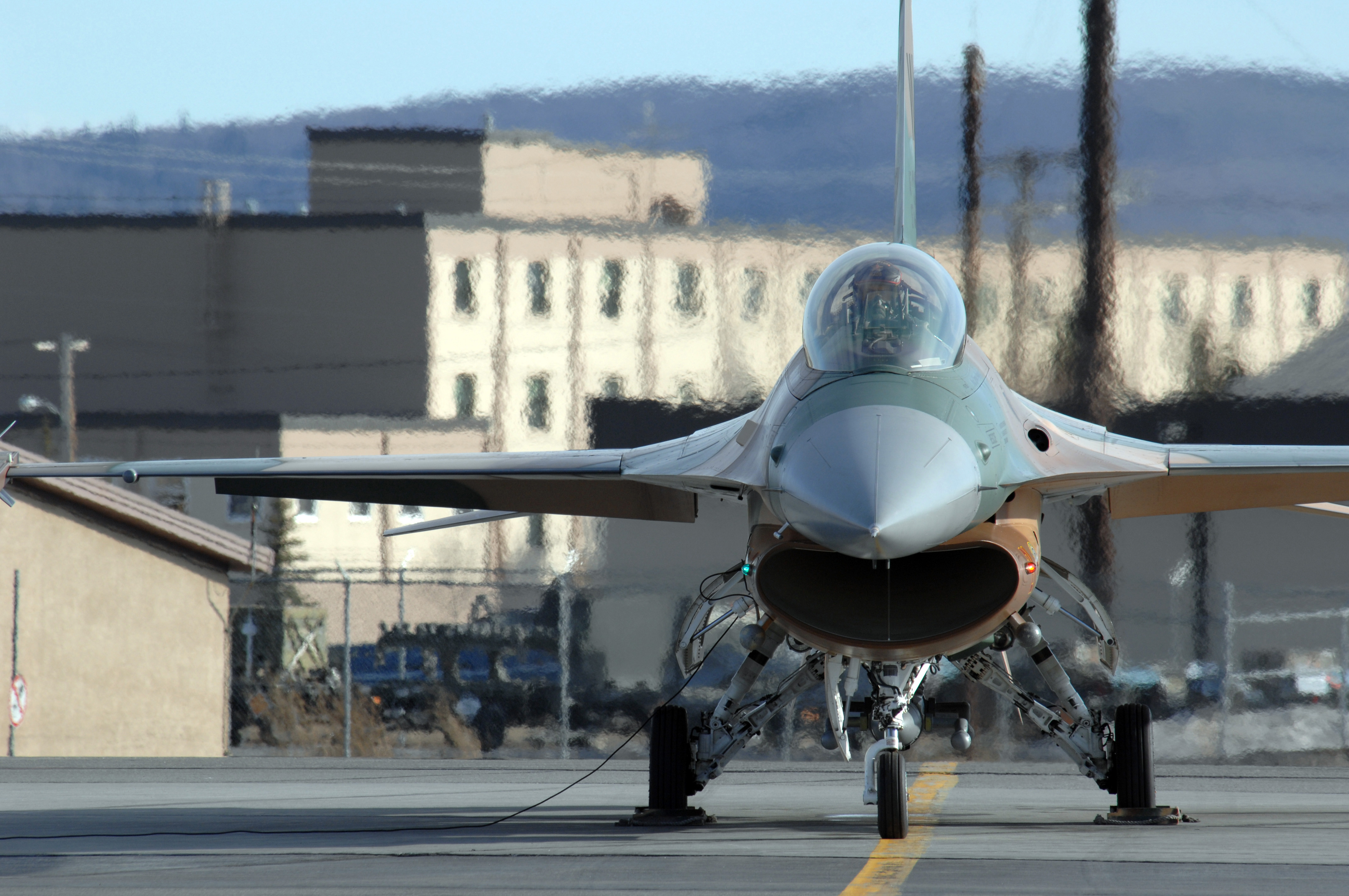
F-16을 정면에서 바라본 모습.

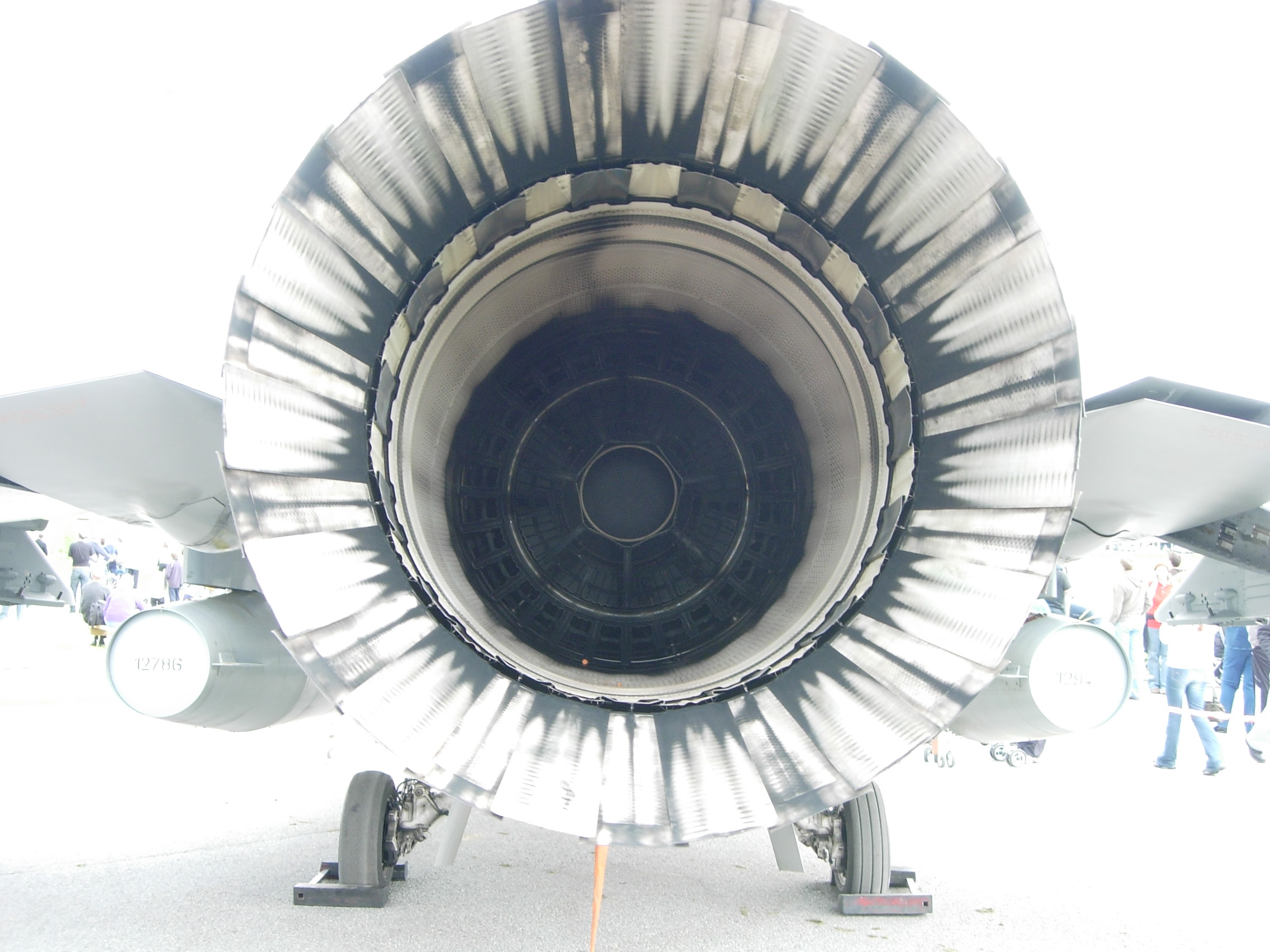
노르웨이 F-16의 엔진을 촬영한 사진.

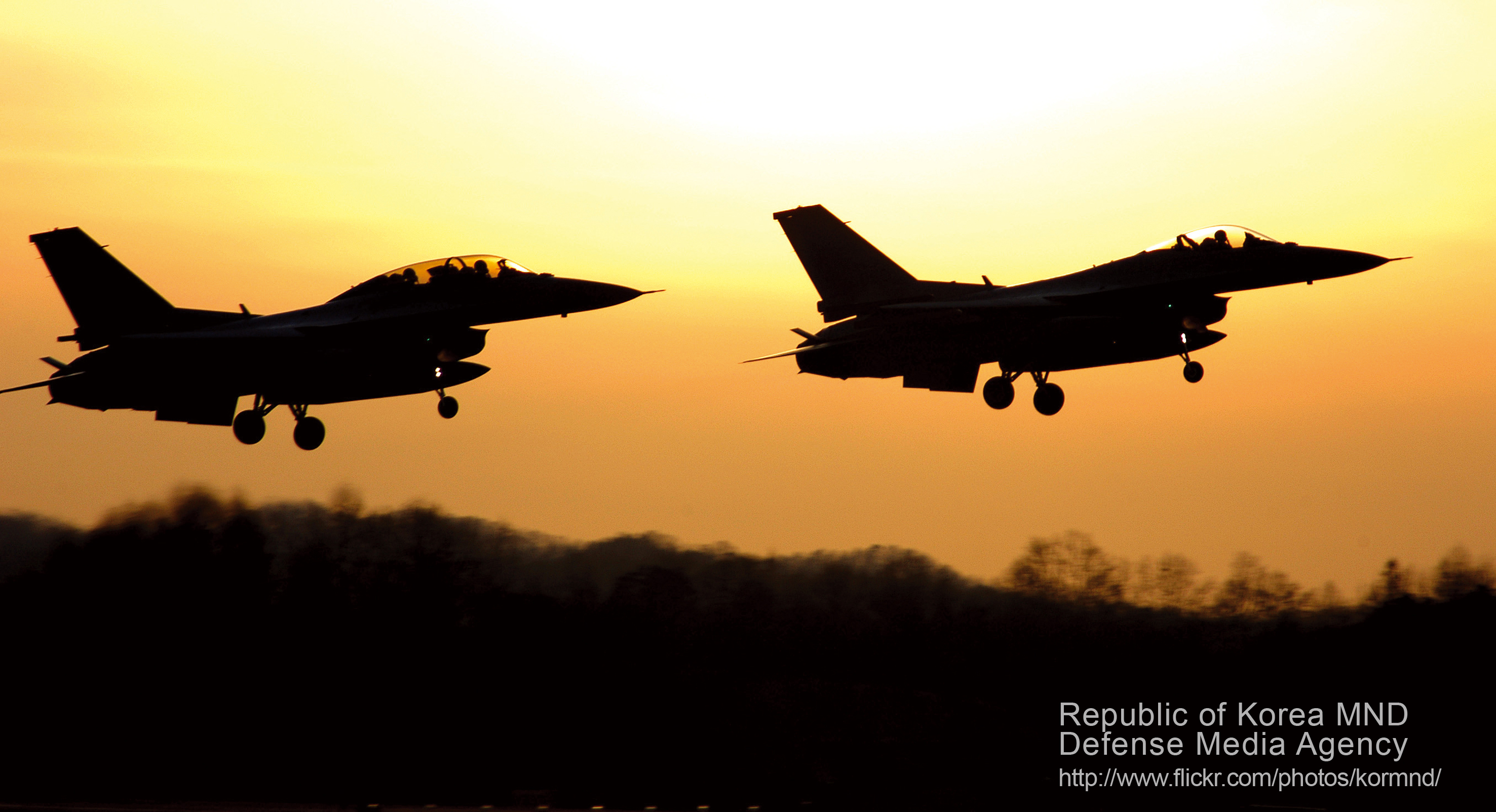
대한민국 공군의 KF-16이 석양을 등진모습.

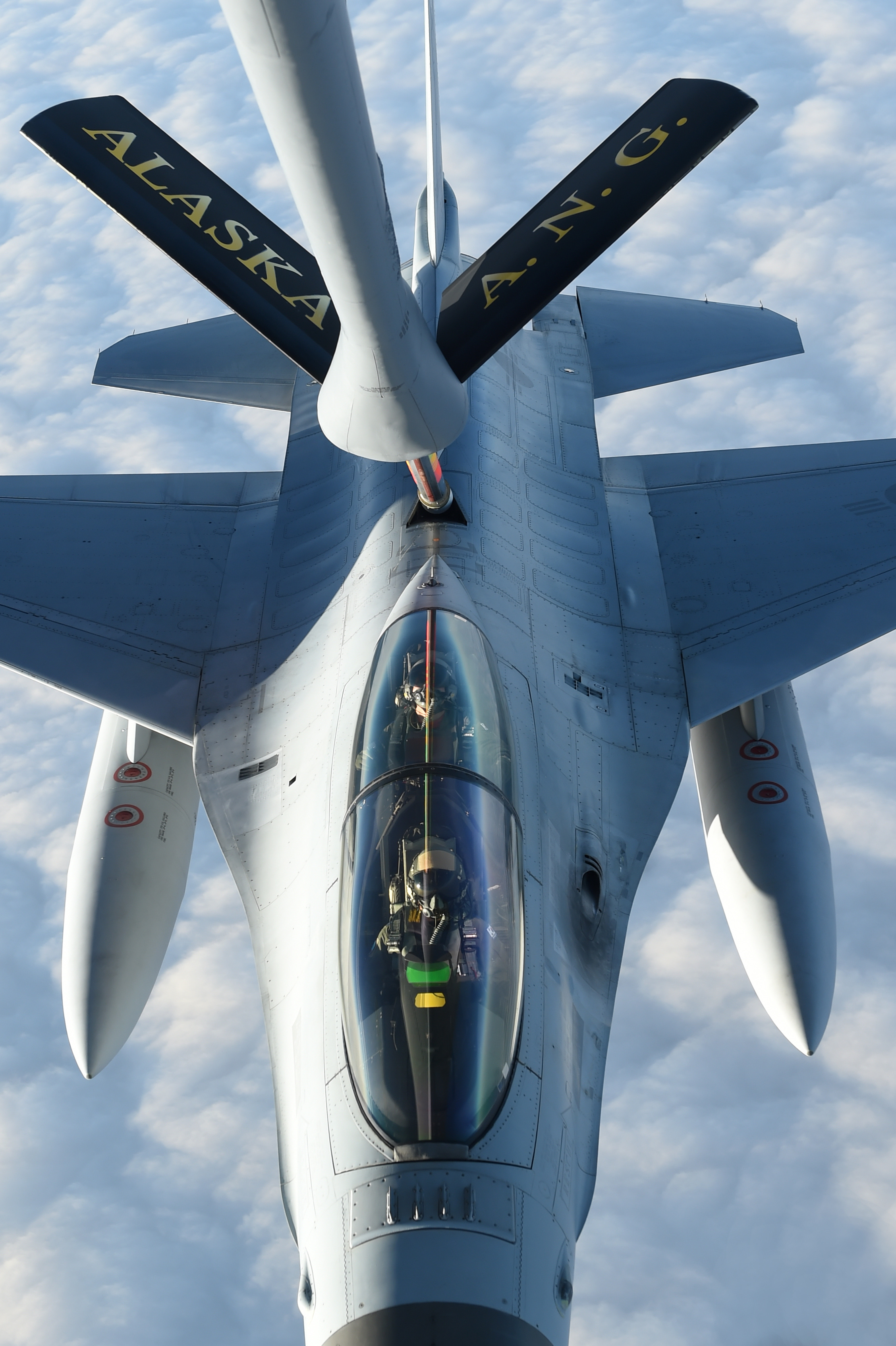
대한민국 공군의 KF-16 기체가 공중급유 받고 있는 모습이다. 레드 플래그 훈련당시의 사진이다.

  - 미국 주 방위군: 2,507 (일부는 3국에 재 판매)
  - 미국 해군: 40
- 미국 이외의 국가: 1,881
- 이스라엘 - 382기
- 튀르키예 - 250기
- 이집트 - 220기
- 바레인 - 22기
- 벨기에 - 71기
- 칠레 - 10기
- 덴마크 - 78기
- 그리스 - 140기
- 요르단 - 24기
- 인도네시아 - 10기
- 네덜란드 - 213기
- 이탈리아 - 24기
- 노르웨이 - 72기
- 오만 - 12기
- 파키스탄 - 76대
- 폴란드 - 48기
- 포르투갈 - 65기
- 싱가포르 - 60기
- 중화민국 - 216기
- 대한민국 - 168기(2019년 기준, KF-16 133기, F-16PBU 34기)
- 태국 - 61기
- 아랍에미리트 - 80기
- 베네수엘라 - 24기
- 총 생산 대수: 4,604
- 대당 가격
  - F-16 A/B: 1998년 - 14,600,000 US$
  - F-16 C/D: 1998년 - 18,800,000 US$
  - 최근 가격: 1998년 - 26,900,000 US$

### 세대별 운용국
(성능: F-16A/B < F-16C/D < F-16E/F)

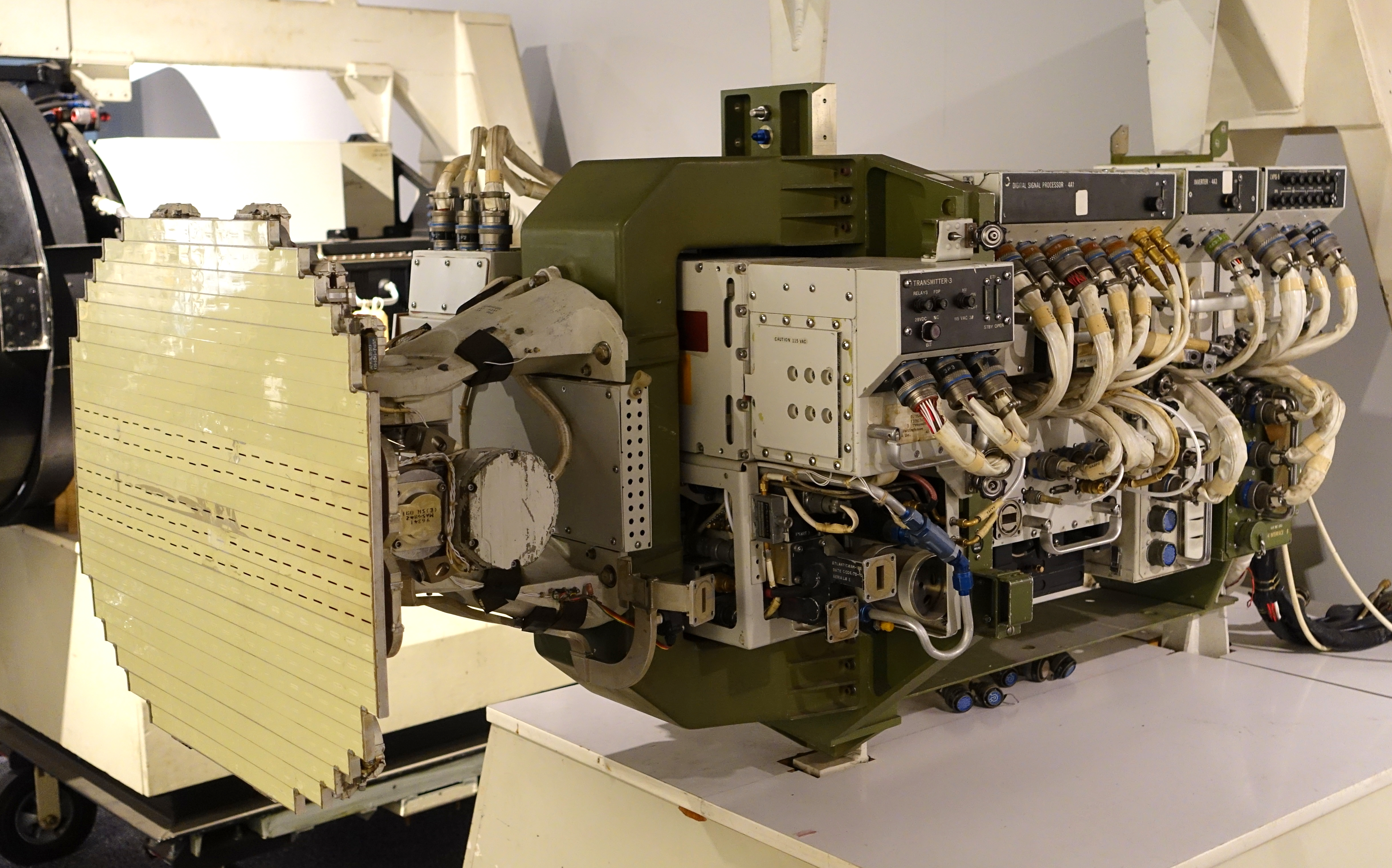
AN/APG-66. F-16의 초기형인 F-16A/B에 탑재되는 레이다. P-3 오라이온에 탑재되기도 하며 탐지거리는 92km다.

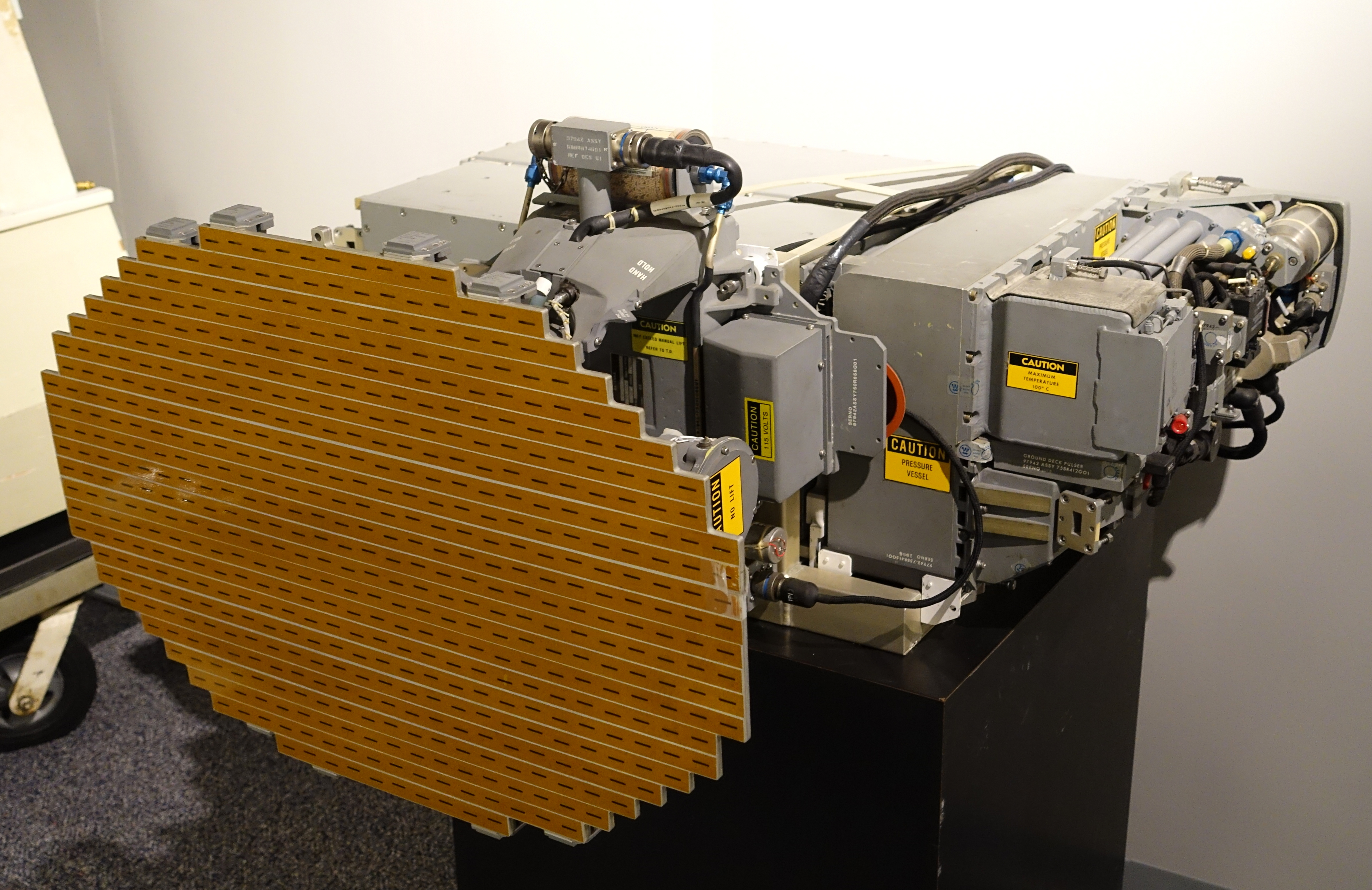
AN/APG-68. F-16의 중기형인 F-16C/D에 탑재되는 레이다. 대한민국 공군기가 이에 해당하며 탐지거리는 129km다.

#### F-16A/B
- 중화민국 - 150대
- 이집트 - 40대
- 이스라엘 - 130대
- 네덜란드 - 213대
- 노르웨이 - 72대
- 덴마크 - 78대
- 파키스탄 - 76대

#### F-16C/D
- 이집트 - 180대
- 대한민국 - 168대(2018년 기준)
- 튀르키예 - 250대
- 이스라엘 - 250대
- 그리스 - 156대
- 싱가포르 - 60대
- 모로코 - 23대

#### F-16E/F
- 아랍에미리트 - 80대

## 생산자
- 제너럴 다이내믹스 / 록히드 마틴 항공 회사 (미국)
- 터키 항공우주 산업 (터키)
- 포커 (네덜란드)
- SABCA(Société Anonyme Belge de Constructions Aéronautiques) (벨기에)
- 콩스베르크 방위 및 항공우주(Kongsberg Vaapenfabrikk) 외 (노르웨이)
- 한국항공우주산업 (대한민국)

## 제원 (F-16C/D Block 50/52 기준)
일반 제원
- 파일럿: 1명
- 길이: 49 ft 4 in (15.03 m)
- 폭: 32 ft 8 in (9.96 m)
- 높이: 16 ft (4.88 m)
- 경하중량: 18,900 lb (8,570 kg)
- 만재중량: 26,500 lb (12,000 kg)
- 최대이륙중량: 42,300 lb (19,200 kg)
- 이륙활주거리: 1,400피트 (426m)
- 내부연료량: 7,000 pounds (3,200 kg)
- 엔진: 프랫 앤 휘트니 F100-PW-220 또는 제너럴 일렉트릭 F110-GE-100 1개
  - 드라이 추력: 17,155 lbf (76.3 kN)
  - 애프터버너 추력: 28,600 lbf (127 kN)
- 레이더: AN/APG-68
- 제트엔진종류: 후연 터보팬

성능
- 최대속도:
  - 해면고도: Mach 1.2 (915 mph, 1,470 km/h)
  - 고고도:: Mach 2 (1,320 mph; 2,120 km/h)
- 전투행동반경: 340 mi (295 nmi; 550 km), hi-lo-hi 임무, 1,000 lb (450 kg) 폭탄 4개 장착
- 항속거리: 2,280 nmi (2,620 mi; 4,220 km), 드롭탱크
- 최대고도: 50,000+ ft (15,240+ m)

무장
- 기관포: 1× M61A1 20mm 기관총
- 로켓: CRV-7
- 미사일:
  - 공대공:
    - 6× AIM-9 사이드와인더
    - 6× AIM-120 암람
    - 6× 파이썬-5
    - 2× AIM-7 스패로우 및 4× AIM-9 사이드와인더

  - 공대지: 6× AGM-65 매버릭
  - 대레이더: 4× AGM-88 함 (전술 공대지 대레이더 미사일)
  - 대함: 4× AGM-119 펭귄, 2x AGM-84D 하푼 (싱가포르 및 이스라엘 F-16D)
- 폭탄:
  - CBU-87 클러스터 폭탄 2발,
  - CBU-89 2발,
  - CBU-97 2발,
  - GBU-10 페이브웨이 4발,
  - GBU-12 페이브웨이 II 6발,
  - 페이브웨이 레이저 유도 폭탄 시리즈 6발,
  - 통합직격탄(JDAM) 4발,
  - Mk 80 시리즈 4발
  - B61 핵폭탄

## F-16의 추락
F-16 전투기는 2016년 6월 기준으로 650건 이상의 기체 손실 사고가 발생하였다.

## F-16을 소재로 한 작품

### PC 게임
- 팰컨 4.0 얼라이드 포스

### 위성 사진 프로그램
- 구글 어스 - 비행 시뮬레이터에서 탈 수 있다.

## 같이 보기
관련 기체
- F-16XL
- 미쓰비시 F-2
- KAI T-50 골든이글
- KAI FA-50 파이팅이글

유사 기종
- IAI 라비
- 미쓰비시 F-2
- 다소 미라주 2000
- 사브 JAS 39 그리펜
- 미코얀 MiG-29
- 쳉두 JF-17
- 쳉두 J-10
- HAL 테자스
- AIDC F-CK-1 칭꾸오
- F-20 타이거샤크
- KF-16 파이팅 팰컨

일련 기체
- 록히드 YF-12 - F-14 - F-15 - F-16 - YF-17 - F/A-18 - F-20 타이거샤크

더 읽어보기
- 4세대 전투기
- 미국의 군용기 목록
- 전투기 목록